# Pafini (album)
Albums de Jean-Louis Aubert
Refuge
(2019)
Pafini est le dixième album studio de Jean-Louis Aubert, paru le 20 septembre 2024. C'est son premier album studio publié en près de cinq ans depuis l'album précédent, Refuge. 

## Historique
Au cours de cette période de cinq années marquée par le COVID-19, Jean-Louis a dû être opéré à l'été 2020 pour un trouble cardiaque génétique. 
Mi juin 2024, en amont de la parution du nouvel album, Jean-Louis Aubert sort le single intitulé "Merveille" qui se pose aussitôt en tube de l'été et annonce un nouvel album, son dixième en solo, qui sera suivi d'un documentaire puis d'une tournée en 2025 pour son 70e anniversaire. Début juillet 2024, il est annoncé que l'album s'intitule Pafini, compte 11 chansons et sortira le 20 septembre 2024, soit cinq ans après le précédent Refuge. Un dispositif particulier prévoit qu'en plus de la pochette officielle de l'album, le disque sorte (en nombre limité) avec 11 autres "covers" alternatives « dessinées par l'artiste lui-même », une par titre de l'album.
Pour Pafini, Le chanteur a fait appel au producteur Renaud Létang qui avait participé aux albums Comme un accord et Idéal standard, et à Eliott Sigg, beatmaker multi-instrumentiste de 26 ans. L'album est mixé par l'américain Bernie Grundman qui avait mixé Thriller de Michael Jackson.
Jean-Louis Aubert : « Ça correspond très bien à mon envie exploratoire et enfantine (…). J’aime bien la technologie, ça m’oblige à être sur un fil et à garder ma ligne musicale, sans être dans un jeunisme exacerbé ou dans un vieillisme. »

## Chanson cachée
Dans les médias, Jean-Louis explique qu'il a utilisé l'IA pour isoler les pistes d'une vieille chanson enregistrée sur cassette durant les sessions de l'album Comme un accord (2001) et la restaurer. La chanson en question est censée apparaître à la fin de l'album en chanson cachée.
Cependant, à la sortie de l'album, la chanson cachée n'est disponible que sur les versions physiques de l'album et pas sur les versions numériques. En effet, la durée de la chanson Tout y est sur les versions numériques est de 5:04 contre 9:20 pour la version CD qui comporte la chanson cachée.

## Réédition
Intitulée malicieusement Pa (encore) fini, une édition augmentée de 4 titres inédits est publiée en CD et en vinyle en décembre 2024,, : 
- "La graine", chanson « envoûtante et ésotérique »,
- "Alors" « à la voix parlée comme une maussade météo »,
- la chanson d'amour "L'encrier" et
- l' « Africano Rock » "Avant la fin".

## Liste des titres
| 1.    | C'est quand ça commence                                                    | 3:29 |
| 2.    | Saute !                                                                    | 3:01 |
| 3.    | Il était une fois                                                          | 3:22 |
| 4.    | Merveille                                                                  | 3:25 |
| 5.    | L'arbre de la liberté                                                      | 3:13 |
| 6.    | Défie l'horizon                                                            | 4:01 |
| 7.    | L'enfant perdu                                                             | 3:45 |
| 8.    | Qui c'est ?                                                                | 3:30 |
| 9.    | La chanson qui guérit                                                      | 3:03 |
| 10.   | R'N'R                                                                      | 3:56 |
| 11.   | Tout y est (la version de 9:20 disponible en CD inclut une chanson cachée) | 5:04 |
| 12.   | La graine (bonus)                                                          |      |
| 13.   | Alors (bonus)                                                              |      |
| 14.   | L'encrier (bonus)                                                          |      |
| 15.   | Avant la fin (bonus)                                                       |      |
| 39:49 |                                                                            |      |